# 비르카

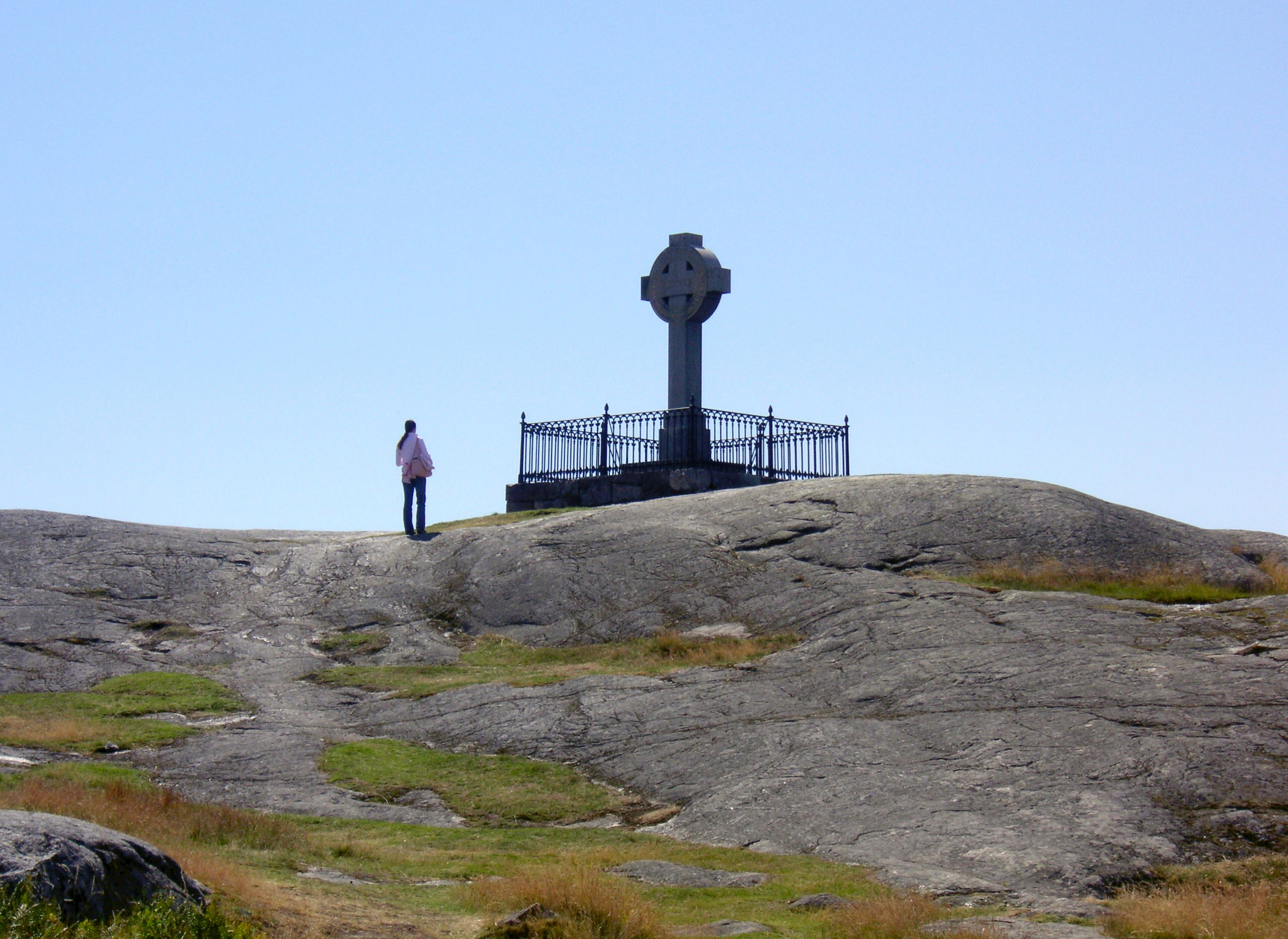
비르카

비르카(스웨덴어: Birka)는 스웨덴 에케뢰 멜라렌호 비에르케섬에 있는 바이킹 시대의 유적이다.
비르카는 서기 750년경에 건립되었으며 200년 이상 번성했다. 서기 975년경에 버려졌다. 바이킹 시대 비르카의 인구는 500명에서 1000명 사이였을 것으로 추산된다.
이웃 섬 아델쇠섬에 있는 호브고르덴 유적과 함께 1993년 유네스코 세계문화유산으로 지정되었다. 비르카에서 많은 매장지가 발견되어 보석과 직물 조각을 포함한 많은 물건이 발견되었다. 비르카의 물건들은 비르카와 중동과의 무역 증거를 연결하는 지속적인 학술 연구로 인해 대중의 관심을 받고 있다.